# Djama Robleh
Djama Robleh (* 31. Dezember 1958 in Ali Sabieh) ist ein ehemaliger dschibutischer Leichtathlet, der sich auf den Marathonlauf spezialisiert hatte. 
Robleh gewann 1982 bei den Afrikameisterschaften die Silbermedaille im Marathonlauf. 1984 in Los Angeles bei der erstmaligen Teilnahme seines Heimatlandes an Olympischen Sommerspielen war er Mitglied des dreiköpfigen Teams aus Dschibuti. Bei der Eröffnungsfeier war er Fahnenträger. Er belegte mit einer Zeit von 2:11:39 h den 8. Platz.
Im Jahr darauf erzielte er beim Marathon in Chicago mit 2:08:08 h seine persönliche Bestleistung.